# 天才眼镜狗
《皮巴弟先生與薛曼的時光冒險》（英語：Mr. Peabody & Sherman）是一部2014年美国3D电脑动画冒险电影，根据1960年代的动画电视剧 中的中的一些角色改编而来。梦工厂动画制作，二十世纪福斯发行，罗伯·明可夫担任导演，Alex Schwartz 与 Denise Nolan Cascino 为制片人。Ty Burrell、Max Charles、Stephen Colbert、Leslie Mann、Ariel Winter、Allison Janney和Stephen Tobolowsky为主要配音员。英国和美国分别于2014年2月7日、3月7日上映。

## 剧情
一名人类小孩薛曼被一只天赋异禀的眼镜狗－皮巴弟先生所收养，为了让小男孩大开眼界，皮巴弟先生發明出时光机器与男孩一起遨游历史。
在故事的开端，他們來到法國大革命时期（法國，西元1789年）并参与了法国皇室的晚会。喜爱蛋糕的瑪莉安東妮皇后吩咐仆人“让他们吃蛋糕吧！”，却被窗外的窮人聽到，引发了平民的不满。平民包围了凡尔赛宫，抓捕其中的皇室成员，皮巴弟先生也被带走。羅伯斯比爾声称要将皇室成员如杀狗一般处决，将皮巴弟先生推上断头台。皮巴弟先生通过计算得出逃生路线，将误以为自己被砍头而晕倒的薛曼拉进了下水道，逃离羅伯斯比爾及警衛的搜捕，坐時光機回到了現代，准备迎接薛曼明天的挑戰：自己一個人去上學。
薛曼在上學的第一天就跟同班的女生－潘妮打架，起因是潘妮在上課時舉手發表的觀點被薛曼推翻，對此潘妮感到十分沒面子，於是便在午餐時間將薛曼的餐點丟在地上，要求薛曼像狗一樣的去撿回來，並強調因為皮巴弟先生是狗，被他領養的薛曼當然也是狗，還凹屋凹屋的要薛曼學狗叫給她聽，薛曼氣不過學識多聞的皮巴弟先生（同時也是心愛的家人）被汙衊成這樣，一氣之下便跟潘妮大打出手。
校長請了皮巴弟先生來學校，把薛曼和潘妮打架的事情告訴皮巴弟先生，皮巴弟先生知道後，顧仁園就出現了，她說：「如果對方家長提告的話，我就會從你手中拿走監護權。」隔天，皮巴弟先生為處理此問題邀請彼得森一家人來吃飯。當皮巴弟先生搞定彼得森夫婦時，薛曼突然告訴他和潘妮用了時光機，因為薛曼為了和潘妮證明他沒說謊，就獨自和她使用時光機回到過去，結果潘妮就留在古埃及（圖坦卡門宮殿，西元前1332年）。
皮巴弟先生知道後就帶著薛曼前往古埃及，在古埃及潘妮以為和圖坦結婚後，等圖坦死亡就能得到大筆遺產，在已知圖坦王得年只有18歲的情況下，便和圖坦王訂婚，但得知埃及律法王妃必須隨王陪葬，拿出臟器並被做成木乃伊後馬上反悔，卻還是被強行帶走。皮巴弟先生和薛曼被關進人面獅身像裡，當他們尋找出路時，薛曼一直在嘟囔圖坦卡門，皮巴弟先生就認為薛曼是在吃醋－他喜歡潘妮。後來皮巴弟先生發現出口，因此逃脫。之後皮巴弟先生冒充阿努比斯，威脅眾人：若不停止婚禮就會帶來瘟疫。該計劃原本進展順利，直到阿努比斯雕像的下巴坍塌，露出皮巴弟和薛曼。隨後他們趕緊跑回時光機。
之後因時光機燃料不足而被迫降落歐洲的文藝復興時期（義大利，西元1482年），請求達文西的協助，當時達文西正在畫蒙娜麗莎，但是蒙娜麗莎都不肯笑，因此皮巴弟先生就告訴達文西可以用科學的方法讓她笑，並實作，但是不好笑，後來皮巴弟先生意外的跌了個狗吃屎，讓蒙娜麗莎大笑，之後因心情愉悅轉變成微笑。接著在皮巴弟先生和達文西處理時光機時，潘妮和薛曼就去探險，在達文西的工作室裡，潘妮啟動了達文西的飛行器。當他們在佛羅倫斯空中飛行時，兩個人的關係越來越密切：潘妮開玩笑的潑薛曼河水。不過後來飛行器墜落，他們還差點沒命。皮巴弟先生對薛曼和潘妮感到非常生氣。
回程，他責罵潘妮讓薛曼變成一個不良少年。於是潘妮說：「如果你是一個偉大的父親，為什麼顧仁园要把薛曼帶走？」。 這導致薛曼和皮巴弟先生吵架翻臉，此時卻遇上了黑洞，皮巴弟先生啟動推進器造成的力量把他們帶到（希臘，西元前1270年）時，薛曼自行加入希臘軍隊阿伽門農的行列。當皮巴弟和潘妮找到他時，薛曼不聽皮巴弟先生對他的警告，還是去打仗。當戰鬥開始時，薛曼因為害怕而決定他並不想成為一名戰士，趕緊利用皮巴弟先生給他的特殊哨子。之後，意外滾走，當特洛伊木馬在懸崖邊停住時，潘妮的裙子竟然被釘子勾住，薛曼就趕緊前去救她，但這一舉動也造成重心偏移，使得特洛伊木馬掉下去，當時，皮巴弟先生利用槓桿原理把薛曼和潘妮彈射出去，自己就掉下去了。薛曼發現皮巴弟先生已經去世，薛曼和潘妮就開始哭泣。隨後，薛曼想到一個方法可以救皮巴弟先生，但是必須回到自己存在的時空，所以薛曼和潘妮就強制回到他們已經存在的時空－為了挽救這一切。
結果到了現代後，他們發現皮巴弟先生搭乘了簡易時光機也回到現代，不巧顧仁園也在那裡，她認為皮巴弟先生非常不適合照顧薛曼，強行把薛曼拉走，皮巴弟先生憤怒的咬了顧仁園，結果顧仁園就通知員警，皮巴弟先生趕緊把薛曼和潘妮帶至時光機，打算要收拾爛攤子，卻發現所有的蟲洞都連結到現在，而且古代的事物都進入了現代，另一方面，皮巴弟先生他們只能開著時光機躲避員警的追逐，但是最後墜落了。落地之後捕狗大隊就把皮巴弟先生抓走，但在這時薛曼說了：「我也是一隻狗。」，使得全場的人都贊同（顧仁園除外，她說：「你們全部都當狗好了，但是法律是不會改變的。」），之後潘妮還走近薛曼，對他說：「我想當一隻狗。」，隨後抱住薛曼。爾後前美國總統華盛頓和林肯就出面特赦皮巴弟先生。
然後皮巴弟先生和愛因斯坦、牛頓和達文西一起想辦法把古代事物送回去，但沒想到最後想出點子的是薛曼，點子就是到幾秒後的未來，所以薛曼和皮巴弟先生就搭乘時光機前往未來，果然成功把古代事物吸回去，這時阿伽門農也順便把顧仁園帶走了。但是皮巴弟先生和薛曼卻不見蹤影，潘妮認為，薛曼再也回不來了，她失去了她最好的朋友，並開始哭泣。然而，時光機就突然出現，讓大家鬆了一口氣。
隔天，皮巴弟載薛曼上學，並決定不要再過度保護薛曼。另外，薛曼和潘妮成為玩伴，邊聊天並一起走進學校。
在遙遠的過去，法國大革命時，羅伯斯比爾改用電擊槍當武器，但因不會使用電到自己；圖坦卡門王朝時，圖坦王穿著「I love New York」的衣服，圖坦卡門王朝國師還扮成自由女神像的樣子；特洛伊戰爭時，阿伽門農和顧仁園結婚，特洛伊木馬就成為他們的婚禮會場。至此全片劇終。
（註:本片中接近結尾的地方，時光機飛過潘妮頭上的畫面，和馴龍高手2的某一畫面極為類似。）

## 角色

### 介紹
皮巴弟先生（Mr. Peabody）
本片主角，一隻會說話和戴著眼鏡的狗，是個商業大亨、發明家、科學家、諾貝爾獎得主 、美食家、兩次奧運會獎牌得主，也是薛曼的養父，他很聰明且也很負責，但顧仁園女士認為他非常不適合照顧薛曼，欲強行把薛曼拉走，原因是小狗怎麼能養小孩。
最後因眾人贊同薛曼說的「如果會隨侍在側、提供最深的陪伴，並且在有危險時兩肋插刀就是一隻狗的話，那麼我也是一隻狗」的理念而沒被抓。
在兒童時期想法便較其他狗狗成熟，寧願花時間學習也不想陪人類玩你丟我撿。在多次時空旅行時認識了許多名人，例如達文西、愛因斯坦、莫札特等等...。
薛曼/薛小曼（Sherman）
本片次角，皮巴弟收養的孩子，原本被遺棄在下著雨的小巷弄裡。對於事物很有興趣，是一個非常聰明的男孩，個性上較務實，會遵守規則。他很服從皮巴弟先生的話，且崇拜著皮巴弟先生那些高不可及的成就。雖然動作慢半拍，但其實他心很好，也因為救了潘妮，最後他和潘妮成為好朋友。在原電視劇中皮巴弟先生是薛曼的主人。
潘妮/潘小妮（Penny Peterson）
本片次角，彼得森夫婦的女兒，薛曼的同學，是一個非常目中無人、自以為是的女孩，個性自私，在電影一開始便因無法忍受自己的論點被薛曼推翻，而對薛曼展開霸凌行動，不只將薛曼的午餐丟在地上，還要求薛曼說自己是條狗(語氣極盡羞辱)。
後來應皮巴弟先生之邀全家過去一起吃飯，還軟硬兼施的要求薛曼帶她使用時光機，不聽勸阻，直到她自以為可以拿到圖坦卡門龐大的遺產，卻發現埃及王妃是要陪葬做成木乃伊時，才哭著求皮巴弟先生和薛曼救她。
電影最後醒悟是因為自己才導致薛曼和皮巴弟先生關係鬧僵，因此心態有所改變，最後與薛曼成為好朋友。
保羅·彼得森（Paul Peterson）
潘妮的父親，原片中沒有該角色。對女兒十分保護，對皮巴弟先生得多才全能感到佩服。
比蒂·彼得森（Patty Peterson）
保羅的妻子，潘妮的母親。對於皮巴弟先生的邀約感到非常開心，十分崇拜皮巴弟先生。
顧仁園女士（Edwina Grunion）
學校輔導員，她的名字意思是「顧人怨」，是一位不管任何事情且對於法律值得在乎並抱著法律是不會改變的心態的人。十分不認同小狗領養小孩的行為，一心一意要讓薛曼回到正常的人類家庭，對皮巴弟先生有諸多不滿。來自特洛伊的戰士對她一見鍾情，兩人回到特洛伊時代結連理。

### 配音員
| 配音              | 配音     | 配音   | 配音                                               | 角色                                               |
| 美國              | 台灣     | 香港   | 大陸                                               | 角色                                               |
| ----------------- | -------- | ------ | -------------------------------------------------- | -------------------------------------------------- |
| 泰·布利爾         | 艾力克斯 | 高翰文 | 黄渤                                               | 皮巴弟先生（Mr. Peabody）                          |
| 馬克斯·查爾斯     | 陳穎威   | 羅梓龍 | 朱佳煜                                             | 薛曼/薛小曼（Sherman）                             |
| 艾莉尔·温特       | 月亮姐姐 | 陳頴琪 | 张子枫                                             | 潘妮/潘小妮（Penny Peterson）                      |
| 斯蒂芬·科拜尔     | 李世揚   | 黃志明 | 趙乾景                                             | 保羅·彼得森（Paul Peterson）                       |
| 莱斯利·曼恩       | 楊凱凱   | 劉惠雲 | 周帥                                               | 比蒂·彼得森（Patty Peterson）                      |
| 艾莉森·珍妮       | 魏晶琦   | 方淑儀 | 贾玲                                               | 顧仁園女士（Edwina Grunion）                       |
| 史蒂芬·托波羅斯基 | 石仁茂   | 李家輝 | 刘北辰                                             | 柏迪校長（Principal Purdy）                        |
| 史丹利·特治       | 張博恩   |        |                                                    | 達文西（Leonardo da Vinci）                        |
| 派屈克·華博頓     | 宋克軍   | 葉振聲 | 孟祥龍                                             | 阿伽门农國王（King Agamemnon）                     |
| 扎克·考林森       | 鈕書毅   |        |                                                    | 圖坦王（King Tut）                                 |
| 丹尼斯·赫柏特     | 徐健春   | 周志輝 |                                                    | 法官（Judge）                                      |
| 蕾拉·布爾切       | 陳美貞   | 陳樂珈 |                                                    | 時光機（WABAC）                                    |
| 卡蘭·布拉爾       | 寬寬     |        |                                                    | 梅森（Mason）                                      |
| 喬許華·拉許       | 孫少宇   |        |                                                    | 卡爾（Carl）                                       |
| 托馬斯·列儂       |          |        |                                                    | 意大利農夫2（Italian Peasant #2）                  |
| 梅尔·布鲁克斯     | 石仁茂   | 李家輝 | 胡平智                                             | 愛因斯坦（Albert Einstein）                        |
| 蕾可·貝爾         | 陳美貞   | 姜麗儀 | 贾玲                                               | 蒙娜丽莎（Mona Lisa）                              |
| 蘿莉·法賽爾       | 馮友薇   | 吳梅   |                                                    | 玛丽·安托瓦内特（Marie Antoinette）                |
| 格拉姆·埃雷托斯   | 佟紹宗   | 羅偉亮 |                                                    | 马克西米连·罗伯斯庇尔（Maximilien de Robespierre） |
| 傑斯·哈尼爾       | 陳宗岳   | 李建良 |                                                    | 乔治·华盛顿（George Washington）                   |
| 傑斯·哈尼爾       |          |        |                                                    | 亚伯拉罕·林肯（Abraham Lincoln）                   |
| 傑斯·哈尼爾       |          |        |                                                    | 比尔·克林顿（Bill Clinton）                        |
| 傑斯·哈尼爾       |          | 譚漢華 |                                                    | 牛頓（Isaac Newton）                               |
| 汤姆·麦格拉斯     | 林谷珍   | 周鑫靈 |                                                    | 奥德修斯（Odysseus）                               |
| 艾爾·羅德里戈     |          |        |                                                    | 小埃阿斯（Ajax the Lesser）                        |
| 華特·多亨         |          |        |                                                    | 斯巴达克斯（Spartacus）                            |
|                   |          |        | 张欣 黄莺 吴迪 张琦 胡艺 谢永和 陈梅君 毕歆阳 拜跃 | 其他（Others）                                     |

## 配音工作人員
中国大陆普通话版
译制职员
翻译 陆瑶蓉
导演 黄莺
录音 黄巍
混合录音 张拯 黄巍
中国电影集团公司进口
上海电影（集团）公司
上海电影译制厂 译制
中国电影股份有限公司
华夏电影发行有限责任公司
联合发行

## 製作

### 初期構思
角色設計工作始於2006年，當時夢工廠動畫才剛收購了使用它們的權利。之後羅伯·明可夫看過了第一草圖，並對設計師們表示他的批准和鼓勵，因此設計師們就開始思考故事情節：皮巴弟先生和薛曼要訪問何時、何地，以及遇到哪些歷史人物，並且需互相交換他們的想法：狗和孩子該如何像父子一樣互動。

### 環境

薛曼和潘妮在飛行器上的概念圖

1482年，薛曼和潘妮碰巧飛過的聖母百花聖殿

電影中，薛曼和潘妮在飛行器上

出場時的蛋糕外觀依據來自於夢工廠請求做出的實際蛋糕，為達到其準確及實際度。
在一部動畫電影中可以看到如此細緻及壯觀的歷史建築是相當少見的，如法國凡爾賽宮、埃及金字塔、人面獅身像，電影中下最多功夫的場景應該就屬薛曼和潘妮在飛行器上那一段，背景是義大利佛羅倫斯的全景，觀眾們可見到烏菲茲美術館、聖母百花聖殿以及橫跨阿諾河的維琪奧橋。

### 已刪除場景
皮巴弟先生和薛曼前往中國古代，欲獲得孔子的思想時，不慎破壞了長城。

## 原声带
电影音乐由 Danny Elfman创作。原声带于2014年3月3日由Relativity Music Group发行。
曲目
| 曲序     | 曲目                                       | 时长  |
| -------- | ------------------------------------------ | ----- |
| 1.       | Mr. Peabody’s Prologue                     | 3:19  |
| 2.       | Reign of Terror!                           | 2:48  |
| 3.       | The Drop Off                               | 1:14  |
| 4.       | The Dog Whistle                            | 0:48  |
| 5.       | The Cherry Tree                            | 0:59  |
| 6.       | A Deep Regard                              | 0:52  |
| 7.       | Beautiful Boy (Darling Boy)（John Lennon） | 3:51  |
| 8.       | Dinner Party                               | 0:30  |
| 9.       | The Petersons / The Wabac Machine          | 3:08  |
| 10.      | Aquarela do Brasil                         | 0:47  |
| 11.      | Off to Egypt                               | 2:07  |
| 12.      | The Wedding Exodus                         | 1:05  |
| 13.      | Hammer-Time                                | 0:57  |
| 14.      | The Flying Machine                         | 4:42  |
| 15.      | Trojan Horse                               | 3:25  |
| 16.      | War / Disaster                             | 3:32  |
| 17.      | History Mash-Up                            | 4:33  |
| 18.      | I'm a Dog Too                              | 3:41  |
| 19.      | Fixing the Rip                             | 2:13  |
| 20.      | Back to School                             | 1:16  |
| 21.      | Aquarela do Brasil (Coda)                  | 1:03  |
| 22.      | The Amazing Mr. Peabody                    | 0:34  |
| 23.      | Way Back When（Grizfolk）                  | 2:46  |
| 24.      | Kid（Peter Andre）                         | 2:58  |
| 总时长： | 总时长：                                   | 53:08 |

## 發行

### 遊戲
Mr. Peabody & Sherman，iPhone、iPad和Android在2014年3月7日上市。這是一個測驗型遊戲，考題包括歷史、藝術、著名人物的生平傳記，以及夢工廠動畫公司，為選擇題，有四個選項。該玩家可選擇皮巴弟先生、薛曼、潘妮或其他配角和歷史人物做為代表參加遊戲。遊戲可讓玩家獲得積分，並在網路與玩家的朋友競爭。

### 廣告
夢工廠公司與麥當勞簽訂合約，根據此電影設計了八種快樂兒童餐的玩具，並在2014年三月至四月推出，但只限晚餐時間。

## 评价
媒体综评59分，烂番茄新鲜度77%，正面评价占主流。
媒体影评：“一部温情、有趣且吸引孩子的绝妙动画，同时剧本中也有足够的智慧来让成人观众莞尔”，“影片既保留了原作电视剧的神髓又饱含着传统的魅力”，“影片绝非完美，但充满了机智和幽默，并且在紧凑的节奏中给人以快乐体验”，“将教育意义完美地融入到活泼的情节之中，虽然这种欢乐模式随着剧情的发展略显牵强”。

## 票房
美国首周末收获3250万美元列第二位；次周末收2120万列第一位；第三周末收1170列第三，累计8100万。第四周末收950万列第四。最终成绩为1.08亿。
中国大陆首周三天收获5000万人民币列第二位。次周收4850万蝉联亚军。第三周收2100万列第四。最终累计1.23亿。
由于本片投资高达1.45亿，全球累计仅2.67亿美元，导致梦工厂公司亏损5000多万美元。
| 上一届： 《300勇士：帝国崛起》 | 2014年美國週末票房冠軍 第11周 | 下一届： 《分歧者·異類叛逃》 |

## 趣聞
- 2015年電影《好家在一起》的首次預告片在本片片頭播出。[37]
- 《小律師大作為》(Franklin & Bash，FOX Crime翻譯為《流氓律師》)第4季第8集中涉及到領養問題，並有提到皮巴弟先生和薛曼。

## 播放電視台
| 東森幼幼台 星期六 21:00-23:00節目 | 東森幼幼台 星期六 21:00-23:00節目            | 東森幼幼台 星期六 21:00-23:00節目 |
| --------------------------------- | -------------------------------------------- | --------------------------------- |
|                                   | 皮巴弟先生與薛曼的時光冒險 （2016年5月21日） |                                   |
| 萌學園6復活之戰#1                 | 我們這一家S1,147                             |                                   |